# Pinell de Bray
 Pinell de Bray (oficialmente en catalán El Pinell de Brai) es un municipio de Cataluña, España. Perteneciente a la provincia de Tarragona, en la comarca de la Tierra Alta, situado en la parte oriental de la misma, en el límite con las de Bajo Ebro y Ribera de Ebro, de relieve muy accidentado por la presencia de las sierras de Pándols y de Cavalls.

## Geografía

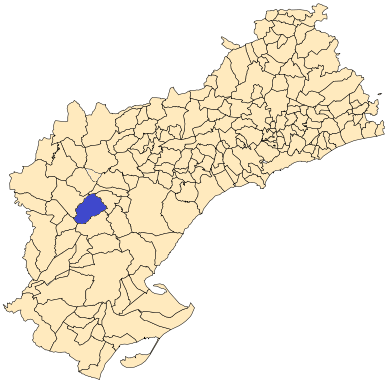
Situación de Pinell de Bray en la provincia de Tarragona

El término municipal tiene una disposición rectangular con base paralela a la dirección del río Ebro. Forma una submeseta previa a la comarca de la Tierra Alta. El lado sureste lo conforman las sierras de Vallplana y las altura de la Atalaya que vierten sus aguas directamente al Ebro. En el lado noroeste se encuentran las sierras de Pándols y Cavalls. Estas dos sierras lo separan del resto de la comarca de la Tierra Alta. Paralelo al lado suroeste corre el río Canaletes, y el lado noreste queda abierto y limita con el término municipal de Miravet (comarca de la Ribera de Ebro). El nombre del lugar puede encontrarse mencionado como Pinell de Bray.

### Núcleo urbano
El núcleo originario se encuentra ubicado en lo alto de una cima rocosa y formaba parte del castillo de Pinell del que se encuentran vestigios en algunas casas.
Posteriormente, y sin que se pueda precisar ninguna datación, se dio una ampliación del que incluye la actual iglesia parroquial. En la actualidad (2007) las edificaciones nuevas se construyen en dirección norte.

## Historia
La primera referencia al lugar de Pinell se remonta al acta de donación de Ramón Berenguer IV a los templarios, del año 1150, en la que se alude al castillo de Pinell. 
Posteriormente se concedieron sendas cartas de repoblación los años 1198 y 1207. 
Durante la guerra de sucesión española, Pinell se alineó con la causa borbónica, contrariamente a la opción mayoritaria de Cataluña. En reconocimiento, Carlos III extendió el título de “Fidelísima Villa”.
Entre 1936 y 1939 la Guerra Civil tuvo su último gran episodio bélico en la batalla del Ebro. Como en muchos pueblos de España se produjeron muchas víctimas por motivos políticos, de soldados que lucharon en los dos bandos y a causa de enfermedades. Las sierras de Pándols y Cavalls marcaron parte de la línea del frente y cuando las fuerzas franquistas rompieron las defensas de Cavalls se desmoronó el ejército republicano.
El casco urbano de Pinell fue castigado por fuego artillero y de la aviación franquista, resultado de lo cual fue la destrucción de 72 casas del pueblo.
Hasta la reforma de la nomenclatura municipal de 1916 el municipio se llamaba simplemente Pinell. En dicha fecha su nombre fue modificado por el de Pinell de Bray.

## Demografía
Cuenta con una población de 979 habitantes (INE 2024).
| Gráfica de evolución demográfica de Pinell de Bray entre 1842 y 2021 |
| |
| Población de derecho según los censos de población del INE Población de hecho según los censos de población del INEEn estos censos se denominaba Pinell: 1842, 1857, 1860, 1877, 1887, 1897, 1900 y 1910 En estos censos se denominaba Pinell de Bray: 1920, 1930, 1940, 1950, 1960, 1970 y 1981 |

| 1497 | 1515 | 1553 | 1717 | 1857 | 1877 | 1887 | 1900 | 1910 | 1920 | 1950 | 1970 | 1981 | 1986 | 1986 | 2000 | 2002 | 2004 | 2005 | 2006 |
| ---- | ---- | ---- | ---- | ---- | ---- | ---- | ---- | ---- | ---- | ---- | ---- | ---- | ---- | ---- | ---- | ---- | ---- | ---- | ---- |
| 62   | 82   | 83   | 219  | 1293 | 1523 | 1646 | 1891 | 2007 | 1931 | 1861 | 1518 | 1307 | 1280 | 1244 | 1074 | 1077 | 1083 | 1099 | 1112 |

## Economía
Hasta principios del siglo XX la economía estaba basada en el cultivo del olivo, almendro y cereales. Posteriormente alcanzó gran expansión el cultivo de la vid. Paralelamente empezó la explotación de minas de arcillas en la depresión del río Canaletes. Estas minas fueron agotándose pero han perdurado hasta la actualidad las fábricas de ladrillos y materiales refractarios. Hasta la década de 1970 las mujeres ayudaban en las labores agrarias y, algunas de ellas, se dedicaban a la artesanía de trabajos en palma, como sarrias y capazos. En torno a esos años se produjo una importante emigración estacional a la Costa Brava y Costa Dorada en el sector de la hostelería. En la década de 1980 se abrieron varios talleres de confección de prendas, consecuencia de la deslocalización de las fábricas textiles del entorno de Barcelona. En la actualidad hay muchos vecinos que se desplazan a trabajar a las ciudades del entorno: Tortosa, Mora, Gandesa...

## Monumentos y lugares de interés

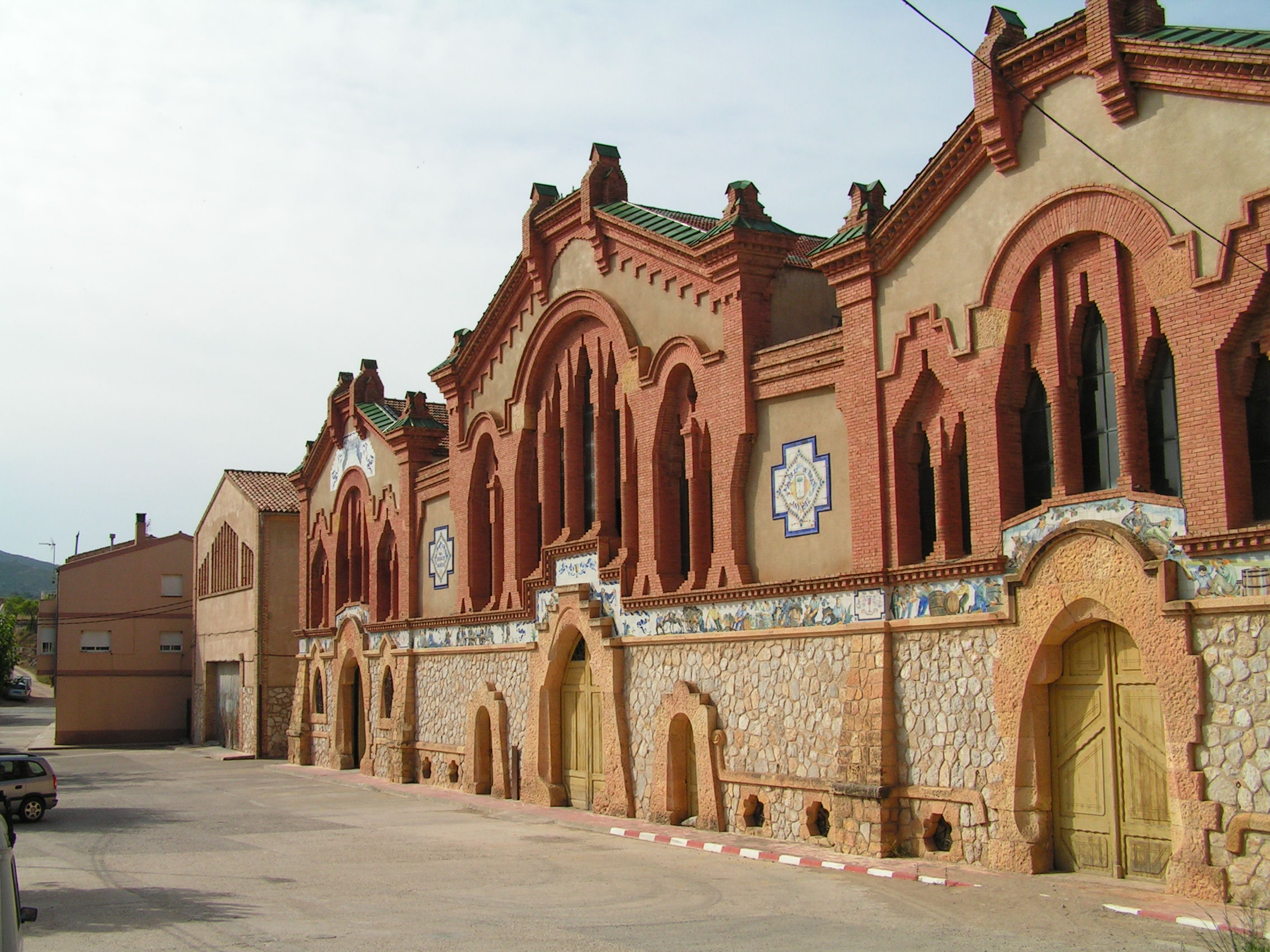
Cooperativa agrícola

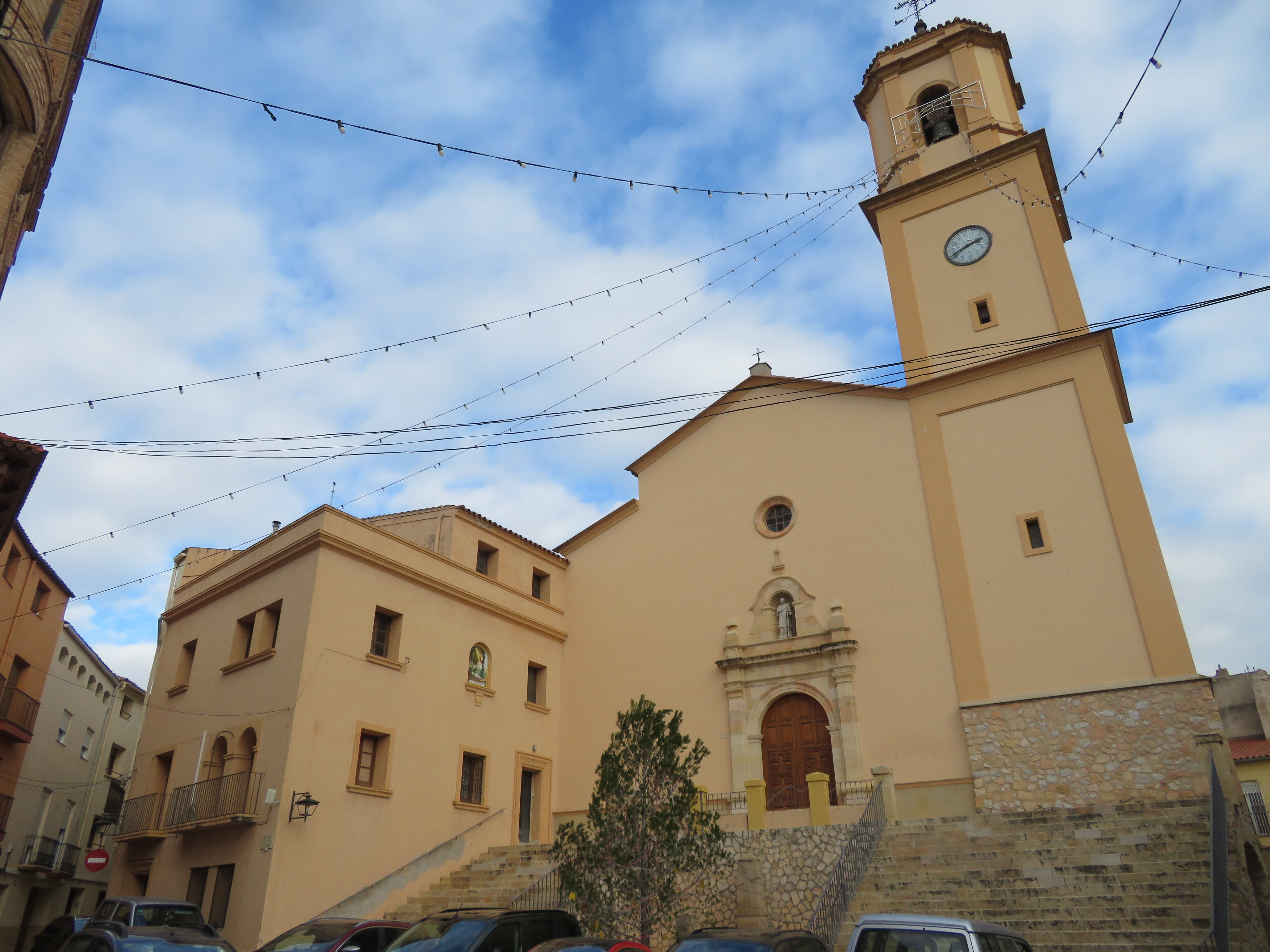
Casco urbano

- Casco urbanoBodega Cooperativa de Pinell de Bray, nombrada también como una de las "Catedrales del Vino"; obra modernista del arquitecto Cèsar Martinell, discípulo de Gaudí, con friso de Xavier Nogués.[9]
- Escuela César Martinell, bautizada con en honor del arquitecto autor del edificio de la cooperativa.
- Escalinata y fachada de la iglesia parroquial de San Lorenzo.
- "Casa pairal" en la plaza de la Iglesia, con abertura de portón.
- Otros dos portones o perxes: “el perxe del Llop” y “el perxe de Vallés”.
- Mirador al barranco del Pinell, desde las “casas colgantes”. La vista mejor es la inversa: el roquero en el que se asientan las “casas colgantes” visto desde la carretera que llega desde Tortosa o Gandesa.
- Monolito conmemorativo de la Batalla del Ebro. Situado en la cota 705 de Pándols con un mirador con vista panorámica desde la sierra del Montsant hasta la comarca aragonesa del Matarraña pasando por el Bajo Ebro. Se accede desde la carretera Pinell–Gandesa, por un desvío a 2 km de Gandesa.
- Ermita de Santa María Magdalena, muy cerca del anterior paraje.
- Antigua estación y vía Verde sobre la antigua vía del ferrocarril del Val de Zafán que corre paralela al río Canaletas.
- Casa del Broy, a 4 km por camino vecinal.
- Atalaya, en ruinas. El acceso requiere un guía conocedor de su ubicación.

## Fiestas locales
- San Lorenzo, fiestas mayores. El 10 de agosto.
- San Antonio Abad. Suele celebrarse el sábado más próximo al 18 de enero.
- Romería a la ermita de Sta. Mª Magdalena. Sábado segundo después de Semana Santa.
- En el mes de julio suele celebrarse S. Cristóbal, Sta. Ágata y fiesta de los Mozos que entran en quintas en sábados que se determinan convenientemente.